# 바하주
바하주(아랍어: الباحة)는 사우디아라비아 남서부에 위치한 주로, 메카 인근에 위치하고 있다. 주도는 바하이며 면적은 9,921km2, 인구는 459,200명(1999년 기준)이다. 바하 지역은 바하와 발주라시를 포함한다. 발주라시는 오랜 역사를 자랑하는 전통 시장인 수케 앗사바트(sooqe as-sabt, 토요일 시장)로 유명하다.

## 같이 보기
- 중동